# Карели
Карели (на карелски: karjalaižet, karjalazet, karjalaiset) е название, с което се обозначават две свързани, но различни етнически финоезични групи. Т.нар. руски карели живеят в руската Република Карелия. Финландските карели живеят в Източна Финландия. През Втората световна война много финландски карели са принудени да напуснат карелските провинции, които Финландия отстъпва на Съветския съюз.
Поне от 13 век, двете групи имат различна история, култура, вярвания, самоличност и език. Те не трябва да се смятат за една етническа група.
Карелите са едно от многото финоезични племена, чиито прадеди са живели в Северна Европа още през каменната ера. Други такива племена са вепси, ижерци. По времето на викингите карелите по бреговете на Ладожкото езеро са имали контакти със западните фини и викингите.
Поне от 13 век карелите са живели на границата между Изтока и Запада, между православието и католицизма, по-късно лутеранството. Едни са били покръстени и подчинени от Швеция, а други от Новгород. Така те биват разделени на две различни и често враждебни една на друга групи. Шведското кралство завзема някои от православните карелски земи през 17 век, но повечето православни карели остават под руска власт. Напрежението между лутеранска Швеция и православните карели предизвиква изселвания от шведска Карелия към Тверска област в Русия. През 19 век финските националисти започват да смятат карелите от Русия за свои братя, но руските карели решават да създадат собствен книжовен език и народност. Финландските карели се смятат за фини по националност и карели по традиция или географски произход. Затова те се смятат понякога и за източни фини. След независимостта на Финландия от Русия през 1917 само малка част от православните карели живеят в провинциите на Финландия. По-голяма част от тях са евакуирани във Финландия по времето на Втората световна война.
Руските карели живеят днес в крайния северозападен дял на Руската федерация. Те живеят в тясно съседство с руснаците от много дълго време и са повлияни от руското културно влияние. Сред тях се различават няколко основни групи по етнографски признак: карьяла, ливвики и людики. Значителен брой карели живеят по горното течение на р. Волга, където са се преселили през 17 век. Изповядват православната вяра, а голяма част са старообредци.
Карелите както и руските им съседи живеят в неголеми села, за разлика от фините, които са се разселили на по-малки чифлици. Основният им поминък в миналото е бил земеделието, макар че животновъдството също е имало голямо значение. Отглеждали са се крави, овце, по на юг и свине. Занимавали са се и с риболов, лов и дърводобив. Карелите за разлика от руснаците са се занимавали и с примитивни занаяти: производство на оръжия, лодки и др.
Селската къща при карелите е подобна на северноруската, тя е дървена, понякога двуетажна, като вторият етаж е изпълнявал ролята на навес за съхранение на сеното за добитъка. По времето на СССР стават популярни къщите във финландски стил.
Народната носия на карелите много прилича на руската. В карелската кухня преобладават хлебни и месни изделия, както и риба, осолени или мариновани гъби, горските плодове (червени боровинки и други блатни растения).
Руските карели днес биват бързо асимилирани от руснаците. По съветско време биват насила вкарани в совхози, където губят традиционния си поминък. Миграцията и създадените работнически селища водят до бърза русификация. Например според съветските преброявания около 30% от самоопределилите се като карели през 1959 се самоопределят като руснаци през 1970. 